# Адаст
Ада́ст (фр. и окс. Adast) — коммуна во Франции, находится в регионе Юг — Пиренеи. Департамент — Верхние Пиренеи. Входит в состав кантона Аржелес-Газост. Округ коммуны — Аржелес-Газост.
Код INSEE коммуны — 65001.

## География
Коммуна расположена приблизительно в 680 км к югу от Парижа, в 145 км юго-западнее Тулузы, в 31 км к юго-западу от Тарба.
По территории коммуны протекает небольшая река Габаррет (фр. Gabarret).

## Климат
Климат умеренно-океанический с солнечной тёплой погодой и обильными осадками на протяжении практически всего года.

## Население
Население коммуны на 2010 год составляло 257 человек.
| 1962 | 1968 | 1975 | 1982 | 1990 | 1999 | 2010 |
| ---- | ---- | ---- | ---- | ---- | ---- | ---- |
| 146  | 174  | 200  | 205  | 203  | 227  | 257  |

## Администрация
| Период | Период | Фамилия             | Партия       | Примечания |
| ------ | ------ | ------------------- | ------------ | ---------- |
| 2001   | 2014   | Бернар Маркис       |              |            |
| 2014   | 2020   | Жан-Филип Кастеньед | беспартийный |            |

## Экономика
В 2010 году среди 161 человека трудоспособного возраста (15-64 лет) 113 были экономически активными, 48 — неактивными (показатель активности — 70,2 %, в 1999 году было 66,0 %). Из 113 активных жителей работали 103 человека (56 мужчин и 47 женщин), безработных было 10 (1 мужчина и 9 женщин). Среди 48 неактивных 11 человек были учениками или студентами, 30 — пенсионерами, 7 были неактивными по другим причинам.

## Достопримечательности
- Замок Мирамон (XIII век)